# Vladimir Harkonnen
O Barão Vladimir Harkonnen (/ˈhɑːrkənən/) é um personagem fictício da franquia Duna criada por Frank Herbert. Ele aparece principalmente no romance Duna, de 1965, e também é um personagem proeminente na trilogia  Prelude to Dune (1999-2001), do filho de Herbert, Brian, e de Kevin J. Anderson. O personagem é trazido de volta como um ghola nas sequências de Herbert/Anderson que concluem a série original, Hunters of Dune (2006) e Sandworms of Dune (2007).
O Barão Harkonnen é retratado por Kenneth McMillan no filme Duna (1984), de David Lynch. Ian McNeice interpreta o papel na minissérie de 2000 do Sci-Fi Channel, Duna, de Frank Herbert, e sua sequência, Children of Dune, de 2003. Harkonnen é interpretado por Stellan Skarsgård no filme Duna, de 2021, de Denis Villeneuve, e em sua sequência Duna: Parte Dois, de 2024.

## Concepção
Frank Herbert queria um nome de sonoridade rude para a família antagônica que se opõe à Casa Atreides em Duna. Ele se deparou com o nome "Härkönen" em uma lista telefônica da Califórnia e achou que soava "soviético", embora seja de fato finlandês. Em versões anteriores de Duna, o personagem era chamado de "Valdemar Hoskanner".

## Descrição
O "Apêndice IV: The Almanak en-Ashraf (Trechos selecionados das Casas Nobres)" de Herbert em Duna fala sobre Harkonnen (em parte):
VLADIMIR HARKONNEN (10.110-10.193) Comumente chamado de Barão Harkonnen, seu título é oficialmente Barão Siridar (governador planetário). Vladimir Harkonnen é o descendente direto do sexo masculino de Abulurd Harkonnen, que foi banido por covardia após a Batalha de Corrino. O retorno da Casa Harkonnen ao poder é geralmente atribuído à manipulação hábil do mercado de peles de baleia e, posteriormente, à consolidação com a riqueza de mélange de Arrakis.
O personagem é geralmente descrito como o principal antagonista do romance. Herbert escreve em Duna que o Barão possui uma "voz grave" e é tão "grosseira e imensamente gordo" que precisa de dispositivos antigravitacionais conhecidos como suspensores para suportar seu peso. Ele é um dos membros mais ricos da Landsraad e um rival ferrenho de Leto Atreides, e a "maldade e o intelecto lendários" do Barão são incomparáveis com qualquer outro membro da Casa Harkonnen. No romance, o Barão finge indignação com a perda do controle de Arrakis para Leto, mas na verdade está conspirando para usar a situação como uma oportunidade de destruir a Casa Atreides de uma vez por todas.
William Hughes, do The A.V. Club, descreve o Barão como "um saco de gás decadente e monstruoso de depravação e maldade". Tão impiedoso e cruel quanto inteligente e astuto, o Barão é "engenhoso e sedento de poder" e tem talento para manipular os outros e explorar suas fraquezas, além de propensão à tortura e à chantagem. A IGN descreve o personagem como "cruel, sádico e hedonista". Travis Johnson, do Flicks.com.au, diz que Harkonnen foi escrito como "um homossexual predatório dado à pederastia e ao incesto, um estuprador e assassino impenitente." A preferência sexual do Barão por homens jovens está implícita em Duna e Children of Dune. Observa-se, no entanto, que ele "uma vez se deixou seduzir" por uma Bene Gesserit na ligação que gerou sua filha secreta.

## Enredos

### Duna

O emblema do grifo azul da Casa Harkonnen.

No início de Duna, existe uma rixa de longa data entre os Harkonnen de Giedi Prime e os Atreides de Caladan. A intenção do Barão de exterminar a linhagem Atreides parece estar próxima de se concretizar, pois o Duque Leto Atreides é atraído para o planeta desértico Arrakis com o pretexto de assumir o controle da valiosa operação de mélange de lá. O Barão tem um agente na casa dos Atreides: O próprio médico de Leto, o confiável médico Suk Wellington Yueh. Embora o Condicionamento Imperial Suk supostamente torne o sujeito incapaz de infligir danos, o Mentat do Barão, Piter De Vries, conseguiu convencê-lo usando a ameaça de tortura interminável na esposa de Yueh, Wanna.
Harkonnen também distrai o Mentat de Leto, Thufir Hawat, da descoberta de Yueh, guiando Hawat em direção a outro suspeito: A concubina Bene Gesserit de Leto, Lady Jessica, de quem Hawat já desconfiava. Os Atreides logo são atacados pelas forças Harkonnen, secretamente complementadas pelo aparentemente imparável exército Sardaukar Imperial, quando Yueh desativa os escudos de proteção ao redor do palácio Atreides em Arrakis. Yueh faz Leto prisioneiro, conforme instruído, mas fornece a ele um dente falso cheio de gás venenoso como forma de assassinar o Barão. De Vries mata Yueh, Leto e De Vries morrem com o gás, mas Harkonnen sobrevive. O Barão então manipula Hawat a seu serviço, convencendo-o de que Jessica era a traidora e usando o desejo de vingança de Hawat contra ela e o Imperador como motivação para ajudar a Casa Harkonnen.
Jessica foge para o deserto com o filho que teve com Leto, Paul Atreides, e ambos são considerados mortos. A presciência de Paul o ajuda a determinar a identidade do pai de Jessica, o "avô materno que não pode ser nomeado" - o próprio Barão. Nos dois anos seguintes, Harkonnen descobre que seus sobrinhos Glossu Rabban e Feyd-Rautha estão conspirando contra ele para usurpar seu trono. Ele permite que continuem fazendo isso, argumentando que eles precisam, de alguma forma, aprender a organizar uma conspiração. Como punição por uma tentativa fracassada de assassinato contra ele, Harkonnen força Feyd a matar sozinho todas as escravas que servem como amantes de Feyd. Ele explica que Feyd precisa aprender o preço do fracasso.
O plano do Barão para garantir o poder de Feyd é instalá-lo como governante de Arrakis após um período de desgoverno tirânico de Rabban, fazendo com que Feyd pareça ser o salvador do povo. No entanto, uma crise em Arrakis começa quando o misterioso Muad'Dib surge como líder das tribos nativas Fremen, unindo-as contra o domínio dos Harkonnen. Eventualmente, uma série de vitórias dos Fremen contra Rabban ameaça interromper o comércio da especiaria, incitando o Imperador Padishah Shaddam IV a intervir pessoalmente, liderando várias legiões de Sardaukar. Após a chegada do imperador em Arrakis, tanto o povo Corrino quanto o povo Harkonnen ficam chocados ao saber que, em vez de um senhor da guerra nativo dos Fremen, seu oponente Muad'Dib é o ainda vivo Paul Atreides, e a intervenção do imperador fazia parte de seu plano.
As forças imperiais são vítimas de um ataque surpresa dos Fremen, que permitem que uma tempestade de areia provoque um curto-circuito nos escudos do campo de força das naves de transporte e, em seguida, as inutiliza com armas de projétil, montando em seguida um ataque em massa usando vermes de areia como rompedores de cerco. Seus inimigos são deixados presos no planeta, em menor número do que as muitas tribos e com menos armas. A crueldade dos Harkonnen no passado fez com que os enfurecidos Fremen não lhes dessem a mínima atenção. No decorrer da batalha, todo o exército deles é exterminado.
A liderança dos Harkonnen também é morta no decorrer da batalha. Rabban morre primeiro, nos estágios iniciais da batalha. O próprio Barão Harkonnen é envenenado com um gom jabbar pela irmã de Paul, Alia Atreides, uma criança de dois anos nascida como uma Bene Gesserit Fremen totalmente consciente, que revela a ele que é sua neta pouco antes de sua morte. Seu herdeiro remanescente, Feyd-Rautha, é morto em um combate por Paul Atreides. A Casa Harkonnen como entidade política é praticamente extinta - permanentemente excluída do poder galáctico - embora o sangue Harkonnen seja tecnicamente ascendente, já que a Casa Imperial Atreides é composta inteiramente por descendentes de Vladimir Harkonnen.

### Children of Dune
Alia nasceu com suas memórias ancestrais no útero, uma circunstância a que as Bene Gesserit se referem como Abominação, pois, segundo a experiência delas, é inevitável que o indivíduo seja possuído pela personalidade de um de seus ancestrais. Em Children of Dune, Alia é vítima dessa previsão quando compartilha o controle de seu corpo com a ego-memória do Barão Harkonnen e acaba ficando sob seu poder. Alia acaba cometendo suicídio ao perceber que a consciência de Harkonnen ultrapassou sua capacidade de contê-lo.

### Prelude to Dune
Na série prequel Prelude to Dune, de Brian Herbert e Anderson, é estabelecido que o Barão Vladimir Harkonnen é o filho e herdeiro de Dmitri Harkonnen e sua esposa Victoria. O pai de Harkonnen foi o chefe da Casa Harkonnen e governou o planeta Giedi Prime. Treinado desde a juventude como um possível sucessor, Vladimir acabou sendo escolhido em vez de seu meio-irmão Abulurd, homônimo do original. Insatisfeito com os atos de seu irmão, Abulurd acaba se casando com Emmi Rabban e renuncia ao nome da família e aos seus direitos ao título.
Sob o nome de Abulurd Rabban, ele reina como governador do planeta secundário dos Harkonnen, Lankiveil. Abulurd e sua esposa têm dois filhos: Glossu Rabban, mais tarde apelidado de "Besta Rabban" após assassinar o próprio pai, e Feyd-Rautha. Mais tarde, Vladimir adota os meninos de volta à Casa Harkonnen, e Feyd se torna seu herdeiro designado. O rival político mais proeminente do Barão é o Duque Leto Atreides. Os Harkonnen e os Atreides são inimigos ferrenhos há milênios, desde a Batalha de Corrino, que encerrou o Jihad Butleriano. Quando o Imperador Shaddam IV orquestra uma conspiração para destruir Leto, o Barão avidamente presta sua ajuda.
O jovem Barão Vladimir Harkonnen é descrito como um homem extremamente bonito, com cabelos ruivos e um físico quase perfeito. A Bene Gesserit Gaius Helen Mohiam é instruída pela Irmandade a coletar seu material genético, por meio da concepção, para seu programa de reprodução. Como a homossexualidade do Barão é um segredo, Mohiam o chantageia para que ele tenha relações sexuais com ela e conceba seu filho. Quando a filha se mostra geneticamente indesejável, Mohiam a mata e retorna a Harkonnen para uma segunda tentativa. Nesse momento, ele a droga e a estupra cruelmente. Ela retribui infectando-o com uma doença rara e incurável que, mais tarde, causará sua obesidade. O segundo filho de Mohiam com o Barão é Jessica.
Em Dune: House Harkonnen, o Barão em deterioração inicialmente caminha com a ajuda de uma bengala, depois depende de suspensores montados em cintos para manter a mobilidade. Ele consulta vários médicos no intervalo de tempo entre Dune: House Atreides e Dune: House Harkonnen, incluindo Dr. Yueh, todos os quais, em última análise, não ajudam. Para ocultar essa debilitação, ele finge que sua obesidade se deve a um excesso de indulgência intencional, para que os Landsraad não o retirem do poder. Quando descobre que Mohiam lhe causou a doença, ele tenta coagi-la a revelar a cura, mas logo descobre que ela não existe. O Barão, o Duque Leto e Jessica não sabem que Jessica é secretamente filha do Barão, ou mesmo que ele tem uma filha. No ano 10.176, o neto do Barão, Paul, nasce de Leto e Jessica.

### Hunters of Dune
Em Hunters of Dune (2006), a continuação da série original de Brian Herbert e Kevin J. Anderson, o Barão é ressuscitado como um ghola (5.029 anos após a morte de Alia) pelo Lost Tleilaxu Uxtal, agindo sob ordens do Face Dancer Khrone. Khrone pretende usar o ghola Barão para manipular um ghola de Paul Atreides, chamado Paolo. Khrone tenta várias técnicas de tortura durante três anos para despertar as memórias genéticas do Barão de 12 anos; esses métodos falham devido à natureza sadomasoquista do Barão. Khrone é bem-sucedido quando aprisiona o Barão em um tanque de privação sensorial por um período prolongado; as memórias do Barão de sua vida anterior retornam. O Barão reencarnado logo é assombrado pela voz de Alia em sua mente; a fonte dessa Alia interior nunca é explicada.

## Adaptações

### Filme cancelado da década de 1970

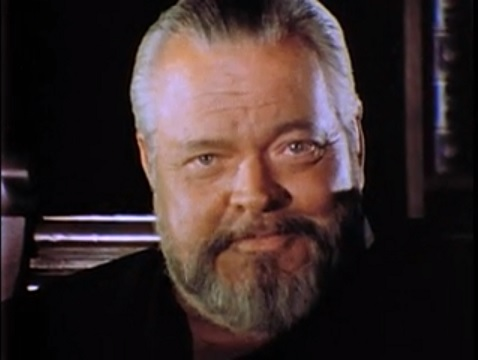
Orson Welles foi escalado como o Barão na adaptação cancelada de Alejandro Jodorowsky.

Em 1975, Orson Welles concordou em interpretar o Barão na adaptação de Alejandro Jodorowsky, que acabou não tendo sucesso. A arte conceitual do filme, criada por Jean "Moebius" Giraud, retrata o Barão, bem como Feyd-Rautha e Rabban, em várias aparições como drag queens. No documentário Jodorowsky's Dune, o diretor discutiu a escalação do elenco:
Orson Welles tinha uma má reputação... diziam que ele gostava de beber e comer... e que não terminava os filmes, era mal-humorado. Mas eu disse: "Não, Orson Welles é um gênio, ele é único". ... Por isso, mandei um secretário perguntar... em todos os restaurantes gastronômicos de Paris: "Onde Orson Welles come?" E descobrimos um restaurante e ele estava comendo... Falo com todo o respeito, porque para mim [ele] era um ídolo. Ele disse: "Não quero fazer isso. Não quero mais". Eu disse a ele: "Vou propor algo". Se você fizer o filme, mesmo que paguemos o que você quer como ator, eu contratarei o chef deste restaurante e você comerá, como aqui, todos os dias. E ele disse: "Negócio fechado".

### Filme de 1984

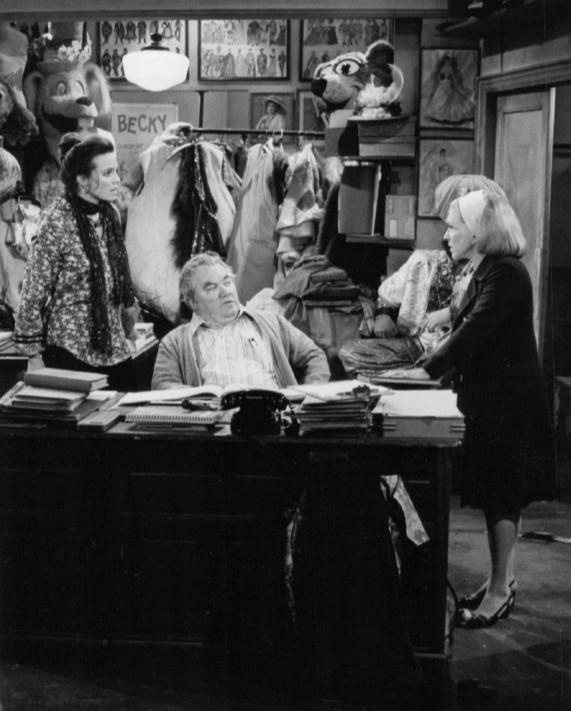
Kenneth McMillan interpreta Vladimir Harkonnen em Duna (1984). Ele é visto aqui em 1977, no programa de TV Rhoda.

O Barão Harkonnen é retratado por Kenneth McMillan no filme de David Lynch de 1984, Duna. O Barão, obeso e desgrenhado, é abertamente instável e coberto de pústulas escorrendo. William Hughes, do The A.V. Club, considerou as próteses faciais de McMillan "muito memoráveis". Emmet Asher-Perrin, do Tor.com, escreveu que "a tentativa de Lynch é infame por realmente se apoiar nos aspectos codificados do Barão, a ponto de sua aparência dolorida ter sido apontada como uma provável conexão com a epidemia de AIDS, que foi uma crise de saúde predominante durante a produção do filme". Travis Johnson, do site Flicks.com.au, observou que o filme de Lynch adotou "o arquétipo do sádico gay depravado", o que não seria aceitável em 2019. Asher-Perrin acrescentou: "Lynch também faz questão de conectar o desejo do Barão por homens à depravação e à violência, justapondo deliberadamente sua agressão a um jovem com uma cena de amor terna entre o Duque Leto e Lady Jessica Atreides".

### Minissérie de 2000

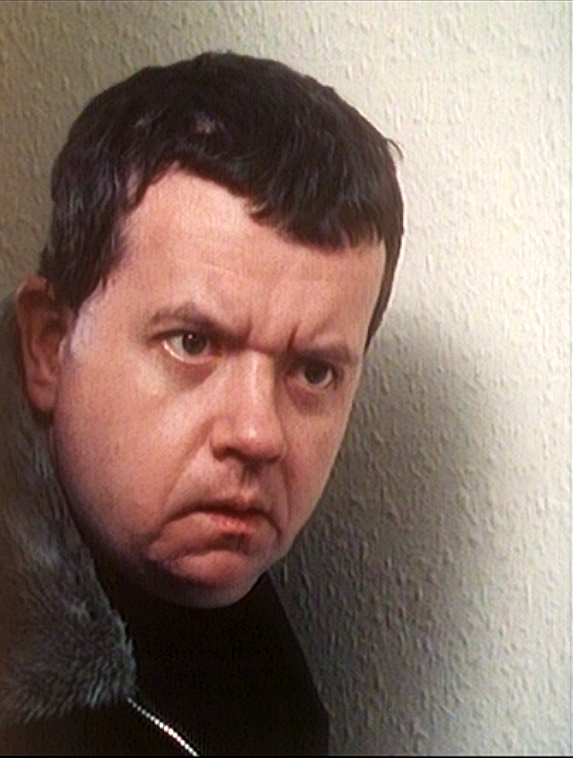
Ian McNeice interpreta o Barão Harkonnen na minissérie Duna (2000).

Ian McNeice interpreta o Barão na minissérie Duna, de Frank Herbert, do Sci-Fi Channel, de 2000, e em sua sequência, Children of Dune, de 2003. Asher-Perrin observa que a minissérie minimizou os aspectos negativos enfatizados pelo filme de Lynch e escreve: "[A aparência do Barão] não foi alterada para fazê-lo parecer doente, ele nunca ataca fisicamente ninguém e a minissérie deu mais atenção ao fato de que o Barão era um estuprador, sendo sua preferência por homens incidental." Ele elogia McNeice como um destaque entre o elenco, escrevendo que ele "consegue fazer o Barão Harkonnen - facilmente um dos personagens mais desprezíveis da literatura de ficção científica - tão conivente e cruel quanto precisa ser... e tão fascinante quanto. McNeice tem um excelente senso de como tornar o barão fascinante de se ver, não importa o quão odioso ele se comporte". Austin Jones, da Paste, escreve: "McNeice comanda seu papel como Barão Harkonnen, capturando a vil indulgência e a vaidade de um senhor feudal".

### Filmes de 2021 e 2024

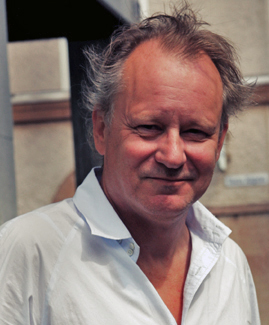
Stellan Skarsgård interpreta o Barão Harkonnen no filme Duna, de 2021, e em sua sequência, de 2024, Duna: Parte Dois.

O Barão Harkonnen é interpretado por Stellan Skarsgård no filme Duna, de 2021, de Denis Villeneuve, e em sua sequência, de 2024, Duna: Parte Dois. Skarsgård chamou o papel de "pequeno, mas importante", e observou: "Eu passava sete horas maquiado todos os dias porque tinha que ser muito gordo." Villeneuve disse:
Por mais que eu ame profundamente o livro, senti que o barão estava flertando muitas vezes com a caricatura. Tentei dar a ele um pouco mais de dimensão. Foi por isso que trouxe Stellan. Stellan tem algo em seus olhos. Você sente que há alguém pensando, pensando, pensando - que tem tensão e está calculando por dentro, no fundo dos olhos. Posso testemunhar que isso pode ser bastante assustador.

## Merchandisinge influência
Uma linha de action figures de Duna, feita pela empresa de brinquedos LJN, foi lançada em 1984, mas as vendas foram fracas. Com o estilo do filme de David Lynch, a coleção apresentava um boneco do Barão Harkonnen, além de outros personagens. Em 2006, a SOTA Toys produziu uma action figure do Barão Harkonnen para sua linha "Now Playing Presents".
A Cadeira de Harkonnen de H. R. Giger é uma cadeira originalmente projetada pelo artista como cenário para uma adaptação não realizada de Duna, de Alejandro Jodorowsky, na década de 1970.

## Análise
Thomas West, do Screen Rant, escreve que "há poucos vilões de ficção científica tão convincentes e sombriamente carismáticos quanto o Barão". William Hughes, do The A.V. Club, chama o Barão de "um dos vilões mais iconicamente terríveis de toda a ficção científica". Stuart Conover, do ScienceFiction.com, o descreve como "um dos vilões mais insidiosos". Maude Campbell, da Popular Mechanics, escreve que o Barão é "um dos personagens mais malignos já colocados no papel (incluindo Darth Vader)", e Jon Michaud, da The New Yorker, compara "o vilão ardiloso e traiçoeiro de Herbert, o Barão Vladimir Harkonnen" à vil família Lannister da série A Song of Ice and Fire, de George R. R. Martin.
Emmet Asher-Perrin sugere que "o que torna o Barão realmente monstruoso [é] o fato de que ele passa o tempo todo planejando assassinatos, semeando discórdia e destruindo populações de pessoas para conseguir o que quer". Hughes escreve que Harkonnen é "especificamente projetado para fazer com que a nobre família Atreides pareça um pouco mais digna e pura". Jesse Schedeen, da IGN, concorda que o Barão é "tão cruel e vingativo quanto Leto é nobre e justo". Hughes diz que Herbert "conseguiu fazer [o Barão] tão vampirescamente vil que ele lança uma sombra (às vezes literal) sobre toda a série". Sandy Schaefer, do Screen Rant, chama o Barão de "um antagonista deliciosamente desprezível".
Embora o romance sugira que a obesidade do Barão possa ser o resultado de uma doença genética, a trilogia Prelude to Dune, de Brian Herbert e Kevin J. Anderson, explica que Harkonnen já foi um homem em forma, atraente, mas vaidoso, que recebeu a doença incurável intencionalmente da Bene Gesserit Mohiam depois que ele a drogou e estuprou. Asher-Perrin sugere que, nessa narrativa, "a corpulência do Barão é uma punição por ter feito algo repreensível, um castigo físico destinado a ferir sua vaidade, tirando a atratividade que ele tanto valorizava em si mesmo".